# Аллегені Тауншип (округ Венанго, Пенсільванія)
Аллегені Тауншип (англ. Allegheny Township) — селище (англ. township) в США, в окрузі Венанго штату Пенсільванія. Населення — 284 особи (2020).

## Демографія
Згідно з переписом 2010 року, у селищі мешкало 276 осіб у 118 домогосподарствах у складі 79 родин. Було 193 помешкання
Расовий склад населення:
| - 98,9 % — білих - 0,4 % — азіатів |

До двох чи більше рас належало 0,7 %. Частка іспаномовних становила 0,7 % від усіх жителів.
За віковим діапазоном населення розподілялося таким чином: 19,9 % — особи молодші 18 років, 57,3 % — особи у віці 18—64 років, 22,8 % — особи у віці 65 років та старші. Медіана віку мешканця становила 50,1 року. На 100 осіб жіночої статі у селищі припадало 94,4 чоловіків;  на 100 жінок у віці від 18 років та старших — 104,6 чоловіків також старших 18 років.
Середній дохід на одне домашнє господарство  становив 51 296 доларів США (медіана — 46 500), а середній дохід на одну сім'ю — 52 294 долари (медіана — 50 313). За межею бідності перебувало 18,3 % осіб, у тому числі 42,0 % дітей у віці до 18 років та 9,7 % осіб у віці 65 років та старших.
Цивільне працевлаштоване населення становило 112 осіб. Основні галузі зайнятості: освіта, охорона здоров'я та соціальна допомога — 18,8 %, виробництво — 16,1 %, роздрібна торгівля — 13,4 %, сільське господарство, лісництво, риболовля — 12,5 %.